# Antiga Casa de Welf
La Casa Vella (Antiga) de Welf va ser una dinastia de governants europeus entre el segle IX i el xi. Consistia en dos branques, una a Borgonya i una a Suàbia. Es discuteix si els dos grups van formar una dinastia o si compartien el mateix nom per casualitat només.

## Branca de Borgonya

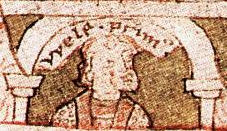
El comte d' Altdorf (819)

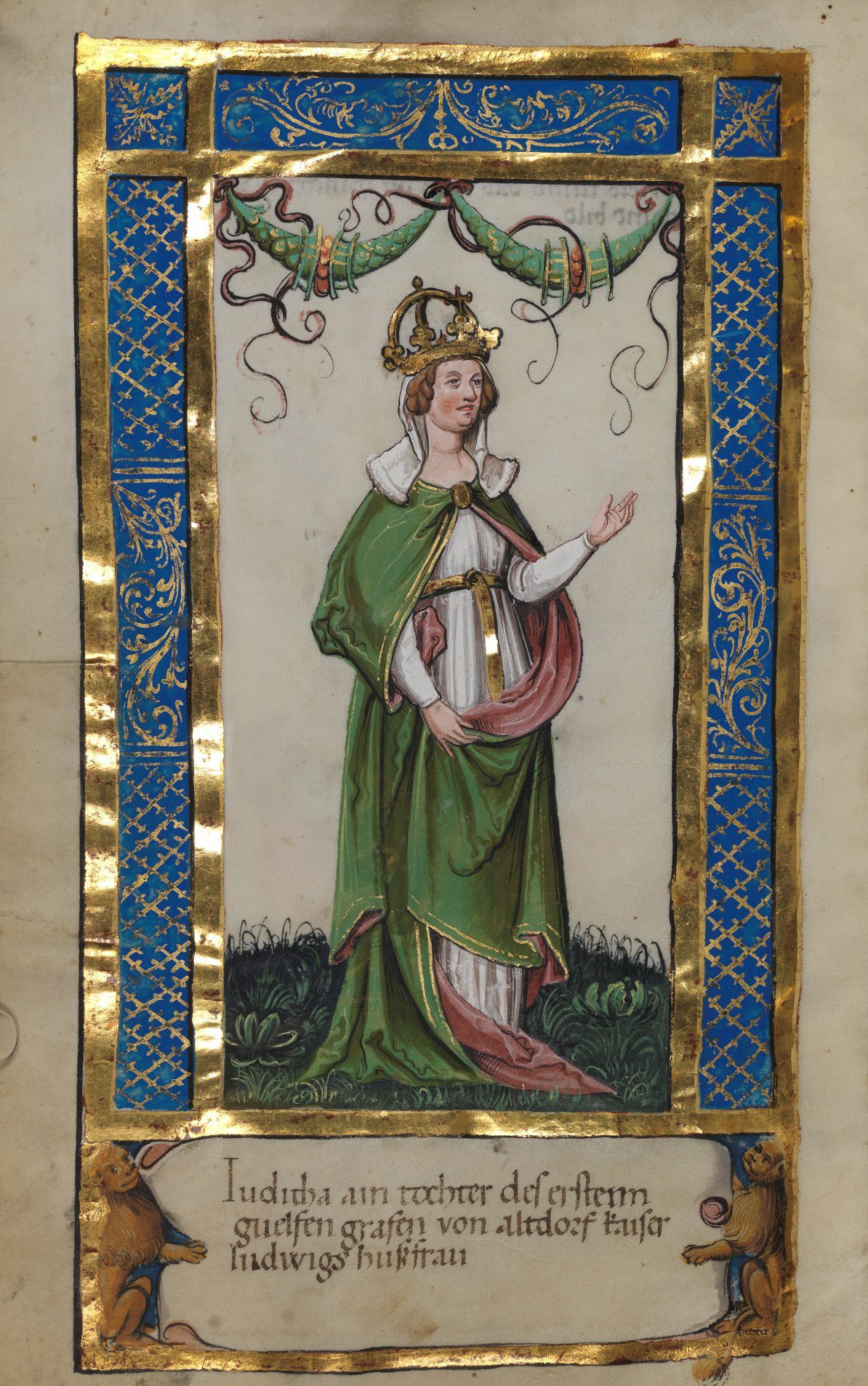
Emperadriu Judit (795 - 843)

El major dels dos grups va ser el grup de Borgonya. El seu membre més antic conegut va ser Welf I, el primer comte d'Altdorf. Va ser esmentat el 819 com el pare de l'emperadriu Judit. Els fills més joves del primer comte d'Altdorf, Conrad i Rodolf van acompanyar la seva germana a la cort del seu marit, Lluís el Pietós. El seu esperit ambiciós va aconseguir que els seus germans mantinguessin el seu rang de forma hereditària, mentre que ells van compartir els moments feliços, així com les fortunes adverses de Judit. Quan Judit fou confinada pels seus fillastres, els seus germans van ser tonsurats com a monjos, però van reclamar i finalment van obtenir permís per estar al costat del tron.
Conrad (comte de París 856-vers 862) va tenir dos fills: Conrad II, que el va succeir, i Hug, dedicat a l'església i conegut com a Hug l'Abat. Es dona tradicionalment un tercer fill, Welf I (II), origen del grup de Suàbia.
Conrad II va succeir al seu pare en la dignitat de comte de París (vers 862/864), fou comte d'Auxerre (vers 862/864), duc de Borgonya Transjurana (858-864) i va restituir les terres del seu besoncle Otcari, a la regió de Borgonya. Va deixar un sol fill Rodolf, qui va assumir la corona reial, a l'abadia de Sant Maurici a Valais, el 888, i la independència fou confirmada per dos victòries sobre Arnulf de Caríntia, l'emperador, sent reconegut per fi en una dieta general de l'imperi alemany. El seu fill, Rodolf II el va succeir en aquest nou estat, que incloïa la part francesa de Suïssa occidental, Franc Comtat, Savoia, Delfinat, Provença, i el país entre el Rin i els Alps, que va ser conegut com el regne de Borgonya. Dues vegades va intentar la conquesta d'Itàlia, i per un període de tres anys va governar en aquest regne.
El seu fill i successor, Conrad III, va regnar més de cinquanta-sis anys, 937-993, i va gaudir de l'amistat i el suport dels emperadors saxons. Otó I es va casar amb la seva germana Adelaida, i fou la mare d'Otó II, i l'àvia d'Otó III. Conrad va ser succeït pel seu fill Rodolf III, anomenat el Dropo o el Mandrós (també el Pietós), que va morir sense descendència el 1032, i la sobirania del regne de Borgonya es va traslladar, en feu o llegat al seu nebot Conrad de Suàbia, que va ser elegit emperador el 1024. Amb Rodolf aquesta branca es va extingir per via masculina.

## Branca de Suàbia
El membre més antic conegut del grup de Suabia fou Welf II, comte a Suàbia, que va ser esmentat per primera vegada el 842. Segons la llegenda, Welf era un fill de Conrad I, fill de Welf I, l'avantpassat del grup de Borgonya. Aquesta relació es considera probable, perquè tots dos, Conrad i Welf, foren comtes al Linzgau i al Alpgau. La relació entre Welf II, i tots els membres posteriors del grup de Suàbia (Welf, duc de Carintia, i els seus parents, que eren comtes d'Altdorf), es coneix només a través de la llegenda.
La casa Vella de Welf es va extingir quan Welf III, duc de Caríntia, va morir sense fills el 1055. Les propietats de la casa de Welf van ser heretades per la branca vella de la casa d'Este, la qual va arribar a ser coneguda com la Casa Jove (Moderna) de Welf, o com a casa de Welf-Este.

## Genealogia
```
Welf I o Güelf I

X Heilwigis de Saxònia, (v. 775-833), abadessa de 
Chelles
, filla de 
Widukind de Saxònia

│
├─>Rodolf (mort el [866]), 
abat de Saint-Riquier
 i de 
Jumièges

│ │
│ ├─>Conrad (mort el [882]), 
comte de París
 i de 
Sens

│ ├─>Hug
│ └─>Welf (mort el [882]), abat de Sainte-Colombe de Sens
│
├─> 
Judit

│ X 
Lluís el Pietós

│ └─> 
Carolingis

│
├─> 
Emma de Baviera

│ X 
Lluís II de Germània o Lluís el Germànic

│ └─> 
Carolingis

│
└─> 
Conrad I de Borgonya
, 
comte de París
 i 
d'Auxerre
, abat laic de 
Saint-Germain d'Auxerre
 i de 
Saint-Gall

X Adelaida d'Alsàcia també anomenada Adelaida de Tours, (vers 805 - vers 853) 
│
├─> 
Welf II
 †858
├─> 
Hug l'Abat

└─> 
Conrad II

│
├─> 
Rodolf I
, rei de Borgonya (mort el [912])
│ │
│ ├─>Waldrada
│ │ X Bonifaci de Spoleto
│ │ │
│ │ └─>Vil·la
│ │ X Hubert de Toscana
│ │
│ ├─> 
Rodolf II
 (mort el [937])
│ │ X 
Berta de Suàbia

│ │ │
│ │ ├─> 
Conrad III
 el Pacífic
│ │ │ X Aldiud
│ │ │ │ └─> 
Burcard II
, 
arquebisbe de Lió

│ │ │ │
│ │ │ X 
Matilda de França
 (943-27 de gener de 992)
│ │ │ ├─>Gisela
│ │ │ │ X 
Enric el Barallós

│ │ │ ├─> 
Rodolf III

│ │ │ ├─> 
Berta

│ │ │ │ X 
Eudes I de Blois

│ │ │ │ X 
Robert el Pietós

│ │ │ └─>Gerberga
│ │ │ X 
Herman II de Suàbia

│ │ │
│ │ │
│ │ └─> 
Adelaida

│ │ X 
Lotari

│ │ X 
Otó I del Sacre Imperi Romano-Germànic

│ │
│ └─>Adelaida
│ X 
Lluís III el Cec

│
├─> 
Adelaida

│ X 
Ricard II de Borgonya
 el Justicier
└─>Judit
```